# Сатана (героиня эпоса)
Сата́на (Шата́на), также Сатаней (в армянской традиции Сатени́к арм. Սաթենիկ) — героиня нартского фольклорного эпоса. Ключевая фигура нартского эпоса, без неё не обходится ни одно важное событие.
В русских текстах нередко именуется Шата́на, по преобладающему в Северной Осетии куртатинскому произношению и вопреки традиции транслитерации осетинских имён собственных. Этим авторы уходят от ассоциаций со словом «сатана».

## Исторические параллели
Возможно, прототипом Сата́ны была царица Сатеник (армянская транскрипция имени), которая в I веке прибыла из Алании в Армению в сопровождении царской свиты, во главе с Баракадом, для бракосочетания с царём Армении Арташесом. Армянский историк Моисей Хоренский написал несколько легенд о царице Сатеник, в которых есть несколько сюжетов, совпадающих с нартовскими сюжетами о Сата́не. Жорж Дюмезиль указывает на общие элементы в легендах о Сатеник Моисея Хоренского и Сата́не в нартовском эпосе.

## Мифология
Сата́на — дочь Уастырджи, рождённая Дзерассой в мире мертвых (загробное царство). За месяц вырастала как за год, а за год — как за три года. Среди нартских девушек ей не было равных по красоте. От света её лица тёмная ночь превращалась в день, а её слова были острее меча и прямее солнечных лучей. Сата́на, обманув Эльду, получает себе в мужья доблестного и умного Урызмага.
Считается матерью Сослана. В одном из эпизодов племянник Батрадз по зову Сата́ны приходит на помощь нартскому народу.
Будучи щедрой гостеприимной хозяйкой, неоднократно спасает нартов от голодной смерти и прочих бед. Ей принадлежит заслуга изобретения популярных напитков осетин (аланов) — пива и алутона, а также хмельного медового напитка ронга.
Она защитница интересов и безопасности нартов. Надевая мужские доспехи, сражается как воин. Ничто не ускользает от её глаз и небесного зеркала, с помощью которого она узнаёт всё, сидя в семиярусной башне.
Героиня адыгского нартского эпоса, мать и воспитательница Сосруко и других нартов, их мудрая наставница и советчица, хозяйка и распорядительница всего нартского хозяйства, женщина неувядающей красоты. Организатор, глава нартского общества, её авторитет непререкаем, хотя она не допускается на ныхас — совет мужчин. Все важнейшие события в жизни нартов свершаются при непосредственном её участии либо под её влиянием.

## Наиболее известные сюжеты
Как Сата́на стала женой Урузмага
Урузмаг был сыном Ахсартага и Дзерассы, дочери водного владыки Донбеттыра. Сата́на была дочерью небожителя Уастырджи. Её матерью была Дзерасса. Таким образом она была сестрой Урузмага. Не видя среди нартов мужа, более достойного, чем Урузмаг, она решила стать его супругой и обманом добилась своей цели. Переодевшись в одежду жены Урузмага Эльды, она провела с ним ночь. Эльда же от ревности испустила свой дух у дверей спальни. Урузмаг был в отчаянии и думал, как он появится перед нартовским обществом, когда они узнают, что он переспал с сестрой. Сата́на нашла способ успокоить его. Она усадила Урузмага верхом на осла задом наперёд и предложила ему так проехать несколько раз по улице. В первый раз странное поведение Урузмага вызвало усмешки среди нартов, Во второй раз его проезд верхом задом наперёд вызвал меньшее удивление. В третий же раз поведение Урузмага не вызвало никакой реакции. И тогда Сата́на сказала Урузмагу: «То же самое будет и с нашей женитьбой: посмеются и перестанут». Таким образом брат и сестра стали мужем и женой.
Как появилось пиво
Урузмаг увидел, как птица, поклевав солод, а потом хмель, опьянела и стала кататься по земле. Он сообщил об этом Сата́не и она впервые на земле сварила из солода и хмеля пиво.